# Psychoville
Psychoville est une série télévisée britannique en 14 épisodes de 22 minutes créée par Reece Shearsmith et Steve Pemberton et diffusée entre le 18 juin 2009 et le 6 juin 2011 sur BBC Two.
Cette série est inédite dans les pays francophones.

## Synopsis
Un corbeau envoie à cinq personnes dans différentes villes du Royaume-Uni la même lettre calligraphiée sur laquelle est écrit "je sais ce que vous avez fait...", puis une deuxième, toujours identique pour tous, sur laquelle est écrit "vous l'avez tuée...". La réception de ces missives provoque malaise et réactions surprenantes de la part de chaque destinataire.

## Destinataires des lettres calligraphiées
Joy Aston : sage-femme qui prend un poupon, appelé Freddy, pour son véritable enfant, au grand désespoir de son mari George et de sa collègue Nicola.
Robert Greenspan : acteur nain télékinésiste, amoureux de Debbie Hart, actrice qui joue dans le même spectacle que lui le rôle de Blanche-Neige. Sa meilleure amie, l'actrice naine Kerry Cushing, veille sur lui sans relâche.
Mister Jelly : clown manchot acariâtre qui anime des spectacles pour enfants peu orthodoxes. Il vit très mal la confusion faite par les clients avec Mister Jolly, clown très populaire et sympathique.
Oscar Lomax : milliardaire aveugle vivant seul et reclus dans son immense demeure qui collectionne les peluches. Obsédé par la seule peluche manquante à sa collection, Snappy le crocodile, il s'appuie sur Michael Fry (qu'il surnomme Tealeaf), jeune travailleur étudiant qui lui fait la lecture de son courrier, pour mener à bien sa quête. Ses pires ennemies sont les sœurs siamoises Crabtree, à qui il a dû vendre ses yeux.
David Sowerbutts : homme-enfant tueur en série vivant avec sa mère Maureen, passionné par les livres sur les meurtriers en série célèbres et le jeu Cluedo auquel il joue dans un club.

## Distribution
- Eileen Atkins : Nurse Kenchington
- Elizabeth Berrington (en) : Nicola
- Christopher Biggins (en) : lui-même
- Debbie Chazen (en) : Kelly Su Crabtree
- Dawn French : Joy Aston
- Mark Gatiss : Jason Griffin
- Daisy Haggard (en) : Debbie Hart
- Lisa Hammond (en) : Kerry Cushing
- Daniel Kaluuya : Michael Fry (surnommé Tealeaf)
- Alison Lintott : Chelsea Crabtree
- Steve Pemberton : George Aston / Oscar Lomax / David Sowerbutts / Hattie
- Adrian Scarborough : Mister Jolly/Dr Stuart Strachen
- Reece Shearsmith : Brian MacMillan / Mister Jelly / Maureen Sowerbutts / Jeremy Goode
- Jason Tompkins (en) : Robert Greenspan

## Épisodes

### Première saison (2009)
1. Titre français inconnu (Black Mail)
2. Titre français inconnu (Lomax)
3. Titre français inconnu (Jelly)
4. Titre français inconnu (David and Maureen)
5. Titre français inconnu (Joy)
6. Titre français inconnu (Robert)
7. Titre français inconnu (Ravenhill)

### Spécial Halloween (2010)
1. Titre français inconnu (Psychoville Halloween Special)

### Deuxième saison (2011)
1. Titre français inconnu (Survivors)
2. Titre français inconnu (Dinner Party)
3. Titre français inconnu (Hancock)
4. Titre français inconnu (Sunyvale)
5. Titre français inconnu (The Hunt)
6. Titre français inconnu (Andrews Nanotech)

## Commentaires
La série a été appelée Psychoville en référence au titre donné au Club des Gentlemen au Japon et en Corée.
La série a été annulée après la deuxième saison.